# Guttorm
Guttorm († 6. Februar 1224) wurde im Herbst 1214 oder dem folgenden Winter zum Erzbischof von Nidaros gewählt. Er folgte somit Tore Gudmundsson nach. Annalen bezeichnen ihn als Abt. Aus der Zeit vor 1214 ist so gut wie nichts über ihn bekannt.
Mit Schreiben vom 19. April 1213 hatte Innozenz III. Tore zu einem Konzil nach Rom gerufen, das am 1. November 1215 stattfinden sollte. Guttorm benutzte diese Reise, um sein Pallium zu erhalten. Er brach im Frühjahr 1215 wahrscheinlich zusammen mit Bischof Nikolaus vom Bistum „Man und die Inseln“ (das war die Insel Man und die Hebriden) nach Süden auf. Er erhielt das Pallium wahrscheinlich noch vor dem Konzil. Jedenfalls wurde er 1215 geweiht. Im Laufe des Konzils kam es auch zu einem Aufruf zu einem Kreuzzug. Der Papst bestätigte den Frieden von Kvitsøy, der den Bürgerkrieg zwischen Birkebeinern und Baglern in Norwegen beendete.
Guttorm hielt mindestens zwei Kirchensynoden ab (1218 und 1223) und zwar in Verbindung mit Reichstagen des Königs in Bergen. Auf der ersten Synode ging es auch um die Wiedereinführung des Peterspfennigs, der trotz verschiedener Mahnschreiben des Papstes in der Vergangenheit wahrscheinlich wegen des Bürgerkrieges nicht abgeführt worden war. Aus einem Papstbrief von 1220 oder 1221 ist zu ersehen, dass Guttorm die Romsteuer im Kloster St. Victor bei Paris deponiert hatte, von wo er dann nach Rom transportiert wurde. Die zweite Synode war die bis dahin größte in Norwegen. Es kamen auch die Bischöfe von den Färöern und den Orkneys. Auf dem parallele stattfindenden Reichstag verkündete der Erzbischof die Rechtmäßigkeit des Königtums von Håkon Håkonssons, das wegen seiner vorher nicht zweifelsfrei erwiesenen Abstammung angezweifelt worden war. Dafür erhielten er und seine Nachfolger zum Dank vom König 1222 das Münzregal. Dieser Reichstag, der auch auf Betreiben des Erzbischofs zustande gekommen war, stärkte die Position des Erzbischofs erheblich: Er eröffnete den Reichstag und schloss ihn auch. Seine Entscheidung über die echte Abstammung des Königs und deren verbindliche Verkündung auf dem Reichstag zeigt den wachsenden Einfluss der Kirche auf den Reichstagen und in Fragen der Thronfolge. In dieser Zeit wurde die Christuskirche in Nidaros zu einem geistigen Zentrum Norwegens, über das alle wesentlichen religiösen Bewegungen und Gedankengänge des Festlandes in der norwegischen Kirche Einfluss nahmen.
Nach dem Tode Guttorms wurde Sigurd, Abt von Tautra, zum Nachfolger gewählt, aber vom Papst nicht akzeptiert, weil sich sowohl König Håkon Håkonsson als auch Bischof Nikolas Arnason von Stavanger gegen ihn aussprachen.